# シンガポール標準時
シンガポール標準時（シンガポールひょうじゅんじ、SST（英語: Singapore Standard Time）、WPS（マレー語: Waktu Piawai Singapura）、中国語: 新加坡标准时间）はシンガポールで使用する標準時。協定世界時より8時間進んでいる（UTC+8）。夏時間はない（詳細は後述を参照）。

## 歴史
イギリス領マラヤの一部であったシンガポールは英領マラヤ標準時（UTC+7:30）を使用していた。
第二次世界大戦が始まり、シンガポールが日本に占領されると1942年2月15日に日本標準時（UTC+9）に移行した。その後、第二次世界大戦が終結し、イギリスによる統治に戻ると再びマラヤ標準時を採用した。

### シンガポールの夏時間
シンガポールは地理的に熱帯地方に位置するとはいえ従来の夏時間を採用しないが、かつて「1920年夏時間条例」法案を採択して夏時間を決めたことがある（1920年7月2日付）。調節の単位は30分、グリニッジ標準時に対して7時間半、時計を進ませることになった。同年7月5日に発布、その後、廃案に至る。
1933年、海峡植民地立法評議会は一種の夏時間を導入すると、年に1回、20分ずつ調整すると規定した。1920年条例の廃案以降、アーノルド・パーシー・ロビンソン卿は時間調節を20分に縮めるよう働きかけ、1932年9月26日に「1932年夏時間条例」の発議を見る。同年12月5日の立法府の会議で採択され、セシル・クレメンティ提督が同月15日に承認する。
官報を見ると、この条例は1934年と1935年も期間を延長して施行された。翌1936年にはシンガポールの標準時は正式に20分の調節を折り込み、1941年9月1日付で30分に延長。ここで事実上、1920年条例が実現する。

### Malaysian standardisation
マレーシア政府は1981年12月31日にマレー半島の時刻を30分進めて東マレーシアと時刻を統一し、UTC+8とすることを宣言した。これに合わせてシンガポールもUTC+8へ移行することとなり、香港、台北、北京、マニラ、パースと同じ時間帯となった。そしてこの標準時をシンガポール標準時（SST）とした。

### 時系列
| 使用期間                       | 協定世界時（UTC） | 参照子午線     | 略号                     | 備考                 |
| ------------------------------ | ----------------- | -------------- | ------------------------ | -------------------- |
| 1905年5月31日まで              | UTC+06:55:25      | 103° 51' 16" E | LMT → SMT（1901年以降）  | [ 15 ]               |
| 1905年6月1日 – 1932年12月31日  | UTC+07:00         | 105° 00' 00" E | MALT                     | [ 16 ]               |
| 1933年1月1日 – 1935年12月31日  | UTC+7:00          | 105° 00' 00" E | MALST                    | 夏時間案、20分の調整 |
| 1936年1月1日 – 1941年8月31日   | UTC+7:20          | 110° 00' 00" E | MALT                     | 夏時間を採用         |
| 1941年9月1日 – 1942年2月15日   | UTC+7:30          | 112° 30' 00" E | MALT                     | [ 1 ] [ 2 ]          |
| 1942年2月15日 – 1945年9月11日  | UTC+9             |                |                          |                      |
| 1945年9月12日 – 1981年12月31日 | UTC+7:30          | 112° 30' 00" E | MALT → SST（1965年以降） |                      |
| 1982年1月1日 - 現在            | UTC+8             | 120° 00' 00" E | SST                      | [ 注釈 3 ]           |

## IANA時間帯データベース
IANAが管理する時間帯データベースは、シンガポールの標準時を1つ載せている。
| 国コード | 座標        | 時間帯ID       | 注釈 | 協定世界時との差 | 夏時間 | 備考 |
| -------- | ----------- | -------------- | ---- | ---------------- | ------ | ---- |
| SG       | +0117+10351 | Asia/Singapore |      | +08:00           | +08:00 |      |